# Якість
Якість — філософське поняття, з термінології гуманітарних наук. В Арістотелівській логіці якість — одна з 10 категорій, на які Арістотель поділив усі речі реальності. Як одна з таких категорій, якість це — побічна обставина, за допомогою якої річ є якогось типу чи виду; побічна обставина, що вказує, якою є річ (її змістовні якості та форми) і як річ діє (її здатності та навички); побічна обставина, котра є зовнішньою оцінювальною формою.
Відповідає на запитання: Якого ґатунку ця річ, наприклад, зелена, солодка, щаслива, хоробра?

Відповідно до філософського терміна існують поняття

1. Якість життя
2. Якість законодавства — в юриспруденції.
3. Якість води
4. Якість продукції — сукупність властивостей продукції, які визначають ступінь придатності її для використання за призначенням. Ступінь досконалості, яким володіє товар, послуга чи інший вихідний продукт бізнес-процесу. Згідно з визначенням Загального управління якістю, якість — це відповідність вимогам споживача.
5. Якість продуктів харчування
6. Якість відео
7. Якість програмного забезпечення
8. Якість корисної копалини — сукупність властивостей частини гірського масиву, що містить корисні компоненти (або компонент).